# گیوکویو واکاشو
گیوکویو واکاشو (به ژاپنی: 玉葉和歌集 Gyokuyō Wakashū)، یک گلچین امپراتوری (چوکوسن واکاشو) از شعر واکا (شعر) بود که بین سال‌های ۱۳۱۳ و ۱۳۱۴، دو یا سه سال پس از امپراتور بازنشسته دایجو تننو به پایان رسید. امپراتور فوشیمی اولین بار در حدود سال ۱۳۱۱ آن را سفارش داد.